# Mon apéro / La Java de Cézigue
A Mon apéro / La Java de Cézigue Édith Piaf második kislemeze volt. 1935. december 18-án vette fel a Polydor hanglemezgyárnál, amely 1936 januárjában adta ki. Két dal szerepel a lemezen, a Mon apéro (Az italom) és a La Java de Cézigue (Cézigue muzsikája).

## Dalok
| 1.    | Mon apéro (A oldal)          | Juel, Malleron   | 3:37 |
| 2.    | La Java de Cézigue (B oldal) | Eblinger, Groffe | 3:01 |
| 06:38 |                              |                  |      |